# Камыстинский район
Камысти́нский райо́н (каз. Қамысты ауданы; до 1997 года — Камы́шнинский райо́н) — район в составе Костанайской области Казахстана. Районный центр — село Камысты (ранее — Камы́шное).
В 1955 году из части территории Орджоникидзевского района образован Камышнинский район.

## Физико-географическая характеристика

### Географическое положение
Камыстинский район расположен на западе Костанайской области. Удалённость от областного центра — 236 км. Район граничит на северо-западе с Житикаринским районом, на севере — с Денисовским районом, на северо-востоке — с Тарановским районом, на востоке — с Аулиекольским районом, на юго-востоке — с Наурзумским районом, на юге — с Джангельдинским районом, на юго-западе — с Айтекебийским районом Актюбинской области, на западе — со Светлинским районом Оренбургской области России.
Камыстинский район расположен в самом центре степной зоны. Территория района занимает северо-западную часть Тургайского плато.

### Гидрография
Кулыколь-Талдыкольская система озёр находится в правобережье реки Тобол на границе Терсекско-Адаевского плато в 20 км к северу от села Сахаровка и 19 км к северо-западу от села Пушкино. На южном берегу озера Талдыколь находится село Талдыколь. Озеро зарастает мозаично, а при высыхании превращается в займище. Площадь озера — 9,6 км².
Жемчужиной района является озеро Кулыколь (Сулы-куль, Сулуколь), представляющее собой пресный водоём, а при малой воде — солоноватый. Тростниковые заросли с рогозой, камышом и частухой покрывают до 50 % акватории озера. Озеро Кулыколь вытянуто с севера на юг на 10 км, шириной 4,9 км. Площадь — 33,7 км². На озере имеется несколько островов с кустами тамариска, которые служат местом гнездования кудрявых пеликанов.
В Сыпсынагашской ложбине встречаются солёные озёра — Жарсор-Уркашские соры, которые лежат в песчаном ложе и имеют в берегах глубоких котловин выходы пресных грунтовых вод с березовыми и осиновыми колками. Географически Жарсор-Уркашские соры находятся в центре Сыпсынагашской ложбины, в 10 км к юго-западу от села Дружба, 25 км — восточнее от села Уркаш. Примерная площадь составляет около 240 км². Наполняемость озёр идёт за счёт талых вод. Наиболее крупные солёные озёра Уркаш (Оркаш, Уркач) — 11,5 км², Жарсор — 6 км².
Угодья Тоунсорских озёр расположены на склоне западной части Сыпсынагашской ложбины в Тоунсорской впадине, находящейся у подножья пластовых равнин Терсекско-Адаевского плато. Село Уркаш находится в северной части впадины, площадь которой составляет 350 км². Самые крупные озёра: Тениз площадью в 640 га, Алаколь — 590 га, Кайындысор — 540 га, болото Киндыкты — 4300 га. Общая площадь водосбора составляет 600 км².

### Климат
Климат континентальный. Годовое количество атмосферных осадков составляет 200—250 мм. Почвы чернозёмные, каштановые, солонцовые.
| Показатель              | Янв.  | Фев. | Март | Апр. | Май  | Июнь | Июль | Авг. | Сен. | Окт. | Нояб. | Дек.  | Год |
| ----------------------- | ----- | ---- | ---- | ---- | ---- | ---- | ---- | ---- | ---- | ---- | ----- | ----- | --- |
| Средняя температура, °C | −15,3 | −15  | −7,9 | 5,7  | 14,4 | 20,6 | 21,9 | 20,1 | 13,3 | 5,1  | −5    | −12,5 | 3,8 |
| Норма осадков, мм       | 20    | 16   | 21   | 24   | 36   | 30   | 31   | 24   | 18   | 25   | 24    | 25    | 295 |
| Источник:               |       |      |      |      |      |      |      |      |      |      |       |       |     |

### Флора и фауна
В районе растёт тростник, овсяница, полынь; вдоль водоёмов — луговое разнотравье, камыш. Обитают волк, корсак, заяц, сурок, ондатра, суслик; водятся водоплавающие птицы (утка, гусь, журавль), сычи, беркут, куропатка, перепел, дрофа, жаворонок и др. На берегах некоторых озёр обитает кабан. В реке Тобол водятся окунь, щука, линь, ряпушка и другие виды рыб.

## История
Район образован согласно Указу Президиума Верховного Совета Казахской ССР от 22 октября 1955 года как Камышнинский район. В состав вновь образованного района вошли Камышнинский, Богдановский, Будённовский, Джаильминский, Свердловский сельские Советы, Красно-Октябрьский поселковый Совет на правах сельского Совета, территории совхоза имени Ворошилова и колхоза имени Елтая Кайранкульского сельского Совета Орджоникидзевского района.
17 июня 1997 года Указом Президента Казахстана Камышнинский район был переименован в Камыстинский район.
В 2001—2003 годах через территорию района была проложена железнодорожная линия Хромтау—Алтынсарино, соединившая напрямую в обход России регионы Западного и Северного Казахстана.

## Население
| Численность населения | Численность населения | Численность населения | Численность населения | Численность населения | Численность населения | Численность населения | Численность населения | Численность населения | Численность населения |
| 1959                  | 1970                  | 1979                  | 1989                  | 1999                  | 2000                  | 2001                  | 2002                  | 2003                  | 2004                  |
| --------------------- | --------------------- | --------------------- | --------------------- | --------------------- | --------------------- | --------------------- | --------------------- | --------------------- | --------------------- |
| 18 709                | ↗27 831               | ↗29 860               | ↗31 446               | ↘23 146               | ↘21 898               | ↘20 999               | ↘20 121               | ↘19 361               | ↘18 748               |
| 2005                  | 2006                  | 2007                  | 2008                  | 2009                  | 2010                  | 2011                  | 2012                  | 2013                  | 2014                  |
| ↘18 031               | ↘17 427               | ↘16 847               | ↘16 272               | ↘15 864               | ↘15 563               | ↘15 192               | ↘14 832               | ↘14 486               | ↘14 148               |
| 2015                  | 2016                  | 2017                  | 2018                  | 2019                  | 2020                  | 2021                  | 2022                  | 2023                  | 2024                  |
| ↘13 805               | ↘13 501               | ↘13 169               | ↘12 764               | ↘12 362               | ↘11 957               | ↘11 708               | ↘11 149               | ↘10 878               | ↘10 585               |

Национальный состав (на начало 2019 года):
- казахи — 6 010 чел. (48,62 %)
- русские — 3 239 чел. (26,20 %)
- украинцы — 1 693 чел. (13,70 %)
- немцы — 347 чел. (2,81 %)
- белорусы — 254 чел. (2,05 %)
- татары — 182 чел. (1,47 %)
- башкиры — 174 чел. (1,41 %)
- молдаване — 71 чел. (0,57 %)
- другие — 392 чел. (3,17 %)
- Всего — 12 362 чел. (100,00 %)

## Административно-территориальное деление
Камыстинский район состоит из 5 сельских округов и 4 сёл:
| Сельский округ              | Населенные пункты                                        |
| село Алтынсарино            | Алтынсарино                                              |
| село Дружба                 | Дружба                                                   |
| село Бестобе                | Бестобе                                                  |
| село Карабатыр              | Карабатыр                                                |
| Аркинский сельский округ    | село Арка, село Красногорская                            |
| Адаевский сельский округ    | село Адаевка, село Жаилма, село Пушкино                  |
| Аралкольский сельский округ | село Аралколь, село Уркаш                                |
| Камыстинский сельский округ | село Камысты, село Мечетное, село Фрунзе, село Ливановка |
| Клочковский сельский округ  | село Клочково, село Талдыколь,                           |

## Культура
В Камыстинском районе находятся 86 памятников местного значения.

## Месторождения
- Краснооктябрьское месторождение бокситов